# Elaeagnus angustifolia
L'olivo di Boemia (Elaeagnus angustifolia L.) è un albero della famiglia Elaeagnaceae originario dell'Asia.

## Descrizione

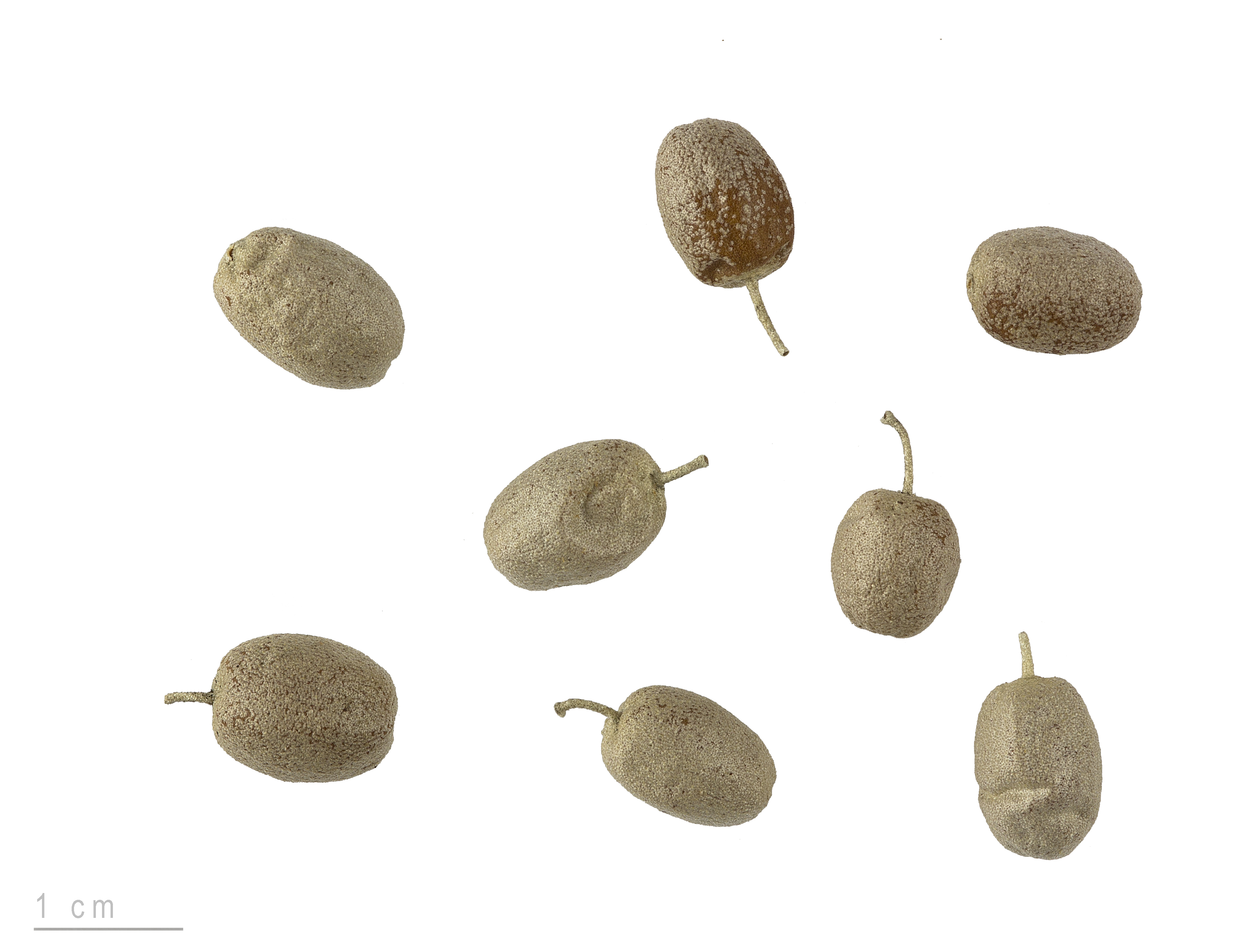
Olive di Boemia

Può raggiungere l'altezza di 10 m ed ha chioma espansa; talvolta ha forma arbustiva ed è, per lo più, spinescente. Le foglie, caduche, alterne, semplici, ovali lanceolate, sono argentee soprattutto nella pagina inferiore. I fiori, solitari o riuniti in fascetti di due o tre, sono argentei all'esterno e gialli all'interno, schiudono in maggio-giugno e sono profumati. I frutti ellissoidali, drupacei, lunghi all'incirca 1 cm, sono giallastri o rossastri; la parte carnosa è dovuta all'accrescimento del perianzio ed è di sapore dolciastro. In Elaeagnus angustifolia var. orientalis i frutti sono particolarmente succosi e dolci; i frutti di tutto il genere sono molto ricercati dalla selvaggina. Il legno, poroso e di facile frattura, poco resistente, non ha alcun valore. È uno dei migliori alberetti a foglia argentea che esplica la sua funzione ornamentale nei giardini dove è apprezzato anche per i fiori profumati.